# Shari Eubank
Shari Eubank (12 de junio de 1947) es una actriz estadounidense retirada, mayormente conocida por su papel protagónico en la película Supervixens, de Russ Meyer.

## Biografía
Eubank nació en Albuquerque, Nuevo México el 12 de junio de 1947. Al año siguiente, su familia se mudó al este de Farmer City, Illinois. Eubank asistió al Farmer City High School, donde fue una animadora y reina del baile de fin de curso. Después de graduarse de la escuela secundaria en 1965, Eubank estudió en la Illinois Wesleyan University y se convirtió en miembro de Masquers, una organización estudiantil de teatro. Luego siguió el trabajo de posgrado, antes de comenzar una carrera de modelo y actuación que incluyó dos largometrajes.

## Filmografía
- Supervixens (1975), SuperAngel/SuperVixen
- Chesty Anderson, USN (1976), Chesty Anderson[2]